# Jasper De Buyst
Jasper De Buyst (født 24. november 1993 i Asse) er en cykelrytter fra Belgien, der er på kontrakt hos Lotto.